# Spiele der kleinen Staaten von Europa 2007/Kunstturnen
Bei den XII. Spielen der kleinen Staaten von Europa in Monaco wurden die Wettbewerbe im Kunstturnen im Salle de Canton veranstaltet.

## Männer

### Einzelwertung der Männer
| Platz | Land | Athlet                | Punkte |
| ----- | ---- | --------------------- | ------ |
| 1     | ISL  | Viktor Kristmannsson  | 80.700 |
| 2     | CYP  | Irodotos Georgallas   | 80.100 |
| 3     | MON  | Frederic Unternaehr   | 76.100 |
| 4     | CYP  | Dimitris Krasias      | 74.300 |
| 5     | CYP  | Georgios Georgiou     | 73.200 |
| 6     | LUX  | Oliver Waldbillig     | 72.650 |
| 7     | MON  | Flavien Norindr       | 72.150 |
| 8     | ISL  | Bjarki Asgeirsson     | 71.850 |
| 9     | MLT  | Jeremy Saywell        | 63.000 |
| 10    | MLT  | Turner Philip Caruana | 57.700 |

Datum: 5. Juni 2007, 18:16 Uhr

### Teamwertung der Männer
| Platz | Land | Athlet                                                                                         | Punkte  |
| ----- | ---- | ---------------------------------------------------------------------------------------------- | ------- |
| 1     | ISL  | Viktor Kristmannsson Bjarki Asgeirsson Ingvar Jochumsson Dyri Kristjansson Runar Alexandersson | 230.200 |
| 2     | CYP  | Irodotos Georgallas Dimitris Krasias Georgios Georgiou Nikolas Kylilis                         | 227.700 |
| 3     | MON  | Frederic Unternaehr Flavien Norindr Nicolas Pollano Carlo Bertolotto Yann Franc de Ferriere    | 221.300 |
| 4     | MLT  | Jeremy Saywell Turner Philip Garuana Terrence Gatt                                             | 164.550 |

Datum: 5. Juni 2007, 18:08 Uhr

## Frauen

### Einzelwertung der Frauen
| Platz | Land | Athlet                    | Punkte |
| ----- | ---- | ------------------------- | ------ |
| 1     | ISL  | Frida Einarsdottir        | 53.900 |
| 2     | LUX  | Lara Marx                 | 53.200 |
| 3     | ISL  | Kristina Olafsdottir      | 50.800 |
| 4     | ISL  | Thelma Rut Hermannsdottir | 50.000 |
| 5     | CYP  | Athina Stavrinakipanayi   | 49.000 |
| 6     | CYP  | Marilena Georgiou         | 48.350 |
| 7     | CYP  | Nikoletta Dimitriou       | 48.050 |
| 8     | LUX  |                           |        |
| 9     | ISL  | Sigrun Dis Tryggvadottir  | 46.200 |
| 10    | LUX  | Izabela Anna Golinska     | 46.000 |

Datum: 5. Juni 2007, 18:17 Uhr

### Teamwertung der Frauen
| Platz | Land | Athlet                                                                                     | Punkte  |
| ----- | ---- | ------------------------------------------------------------------------------------------ | ------- |
| 1     | ISL  | Frida Einarsdottir Kristina Olafsdottir Thelma Rut Hermannsdottir Sigrun Dis Tryggvadottir | 155.500 |
| 2     | LUX  | Lara Marx Fabienne Scholtes Izabela Anna Golinska Dinis Joana Quiaios                      | 147.550 |
| 3     | CYP  | Athina Stavrinakipanayi Marilena Georgiou Nikoletta Dimitriou Paraskevi Krasia             | 147.200 |
| 4     | MON  | Nelly Arca Rachel Rominger Naome Macia Melodie Maccio Kim Perriguey                        | 139.350 |
| 5     | MLT  | Audrey Kay Schembri Christina Borg Francesca Borg Roxanne Bonnici                          | 117.900 |

Datum: 5. Juni 2007, 1810 Uhr